# Begonia iridifolia
Espèce
Begonia iridifolia est une espèce de plantes de la famille des Begoniaceae. Ce bégonia rampant, originaire de Sarawak, sur l'île de Borneo, en Asie tropicale, a été décrit en 2017.

## Description
C'est une plante vivace et monoïque. Ce bégonia rampant est capable de s'enraciner sur les tiges, au niveau des nœuds. Il porte des fleurs et des fruits teintés de rouge, de même que les tiges. Il présente un feuillages en forme de cœur asymétrique, légèrement gaufré, de couleur variant du cramoisi au vert olive avec des reflets irisés bleu, veiné de vert plus clair et orné de poils rouges éparses.  

## Répartition géographique
Cette espèce est originaire du pays suivant : Malaisie, état du Sarawak situé en Malaisie orientale. Il est endémique de Batang Ai.

## Classification
Begonia iridifolia fait partie de la section Petermannia du genre Begonia, famille des Begoniaceae.
L'espèce a été décrite en 2017 par les botanistes Che Wei Lin et Ching I Peng. L'épithète spécifique iridifolia est une référence aux reflets irisés des feuilles.
Publication originale : (en) Lin et al.: Eleven new species of Begonia from Sarawak, Taiwania Vol. 62, No. 3, September 2017. DOI: 10.6165/tai.2017.62.219.